# Ronald Colman

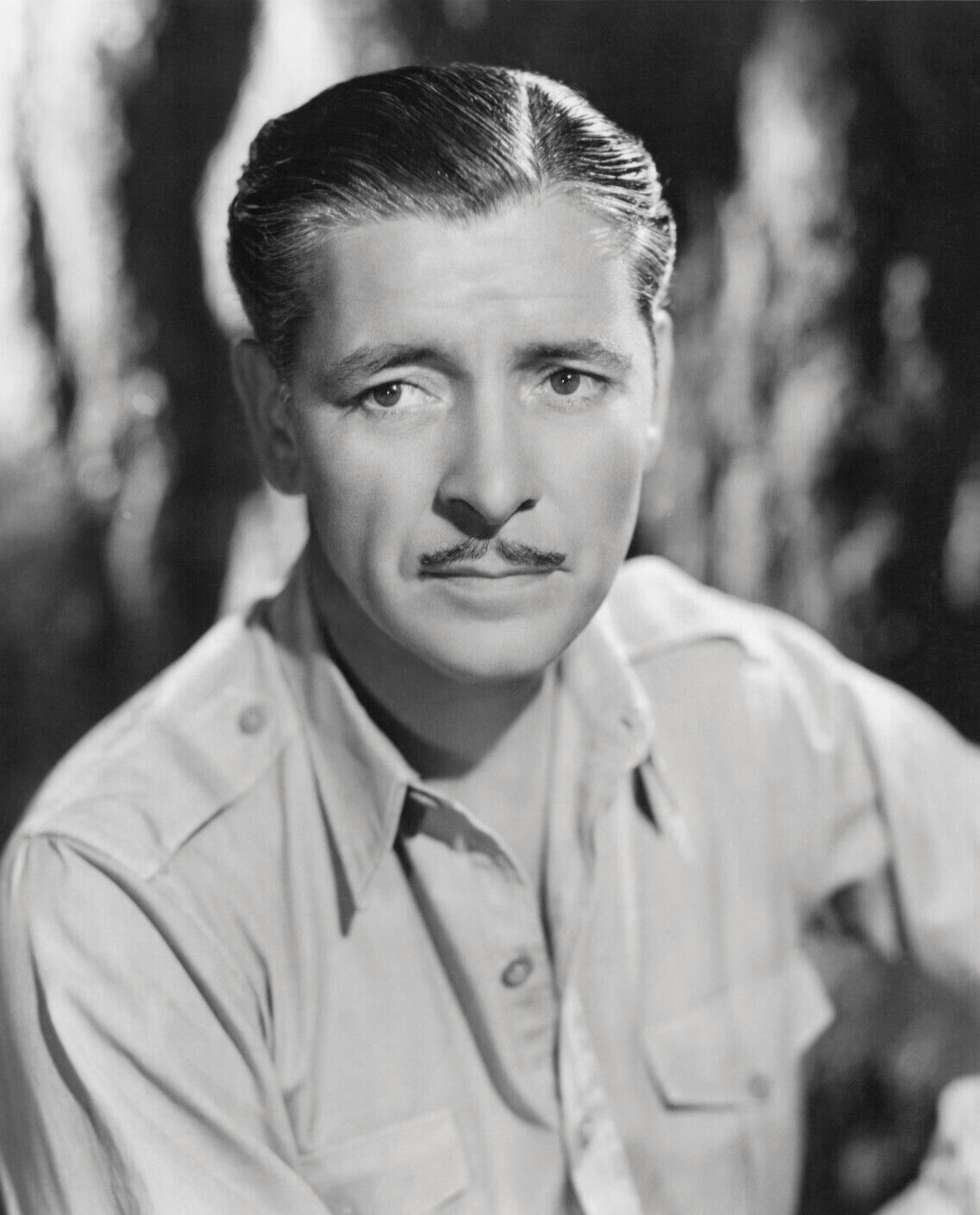
Ronald Colman (1937)

Ronald Charles Colman (* 9. Februar 1891 in Richmond, London; † 19. Mai 1958 in Santa Barbara, Kalifornien) war ein britischer Schauspieler. Er spielte in über 50 Hollywood-Filmen, darunter mehrere Klassiker, oft archetypisch die Rolle eines englischen Gentlemans. Er war viermal als bester Hauptdarsteller für den Oscar nominiert und gewann 1948 diese Auszeichnung sowie den Golden Globe Award für seine Darbietung in Ein Doppelleben.

## Leben

### Familie und Jugend
Ronald Charles Colman war der Sohn von Marjory (geborene Read Fraser) und Charles Colman. Er hatte vier Geschwister, einen älteren Bruder, eine jüngere und zwei ältere Schwestern. Sein Vater war ein erfolgreicher Seidenhändler. Bis zum 16. Lebensjahr besuchte er ein Internat in Littlehampton, wo er bereits in einer Schultheatergruppe mitwirkte. Die Internatsausbildung sollte ihm ein Studium der Ingenieurwissenschaften an der University of Cambridge ermöglichen. Dieser Plan konnte aus finanziellen Gründen durch den frühen Tod seines Vaters nicht realisiert werden. Um zum Unterhalt der Familie beizutragen, arbeitete Colman ab 1907 als Buchhalter der Britain Steamship Company in der City of London und trat abends sowie an Wochenenden in lokalen Amateurtheatern auf.
1909 begann sein Wehrdienst als Soldat beim London Scottish Regiment. Colmans Einheit gehörte zu dem ersten Regiment der Territorial Force, das nach Ausbruch des Ersten Weltkriegs im September 1914 an die Westfront nach Frankreich entsandt wurde. Während der Ypernschlacht erlitt er am 31. Oktober 1914 bei Mesen (Belgien) durch ein Schrapnell eine schwere Knöchelverletzung. In der Folge erhielt Colman Anfang 1915 seine Entlassung aus der British Army. Die Verletzung führte dazu, dass er fortbestehend hinkte und versuchte, diese Behinderung während seiner gesamten späteren Schauspielkarriere zu verbergen.
Zurück in London arbeitete er zunächst im Auswärtigen Dienst. Am 19. Juni 1916 nahm Colman eine kleine Rolle in einem Theaterstück am London Coliseum an und nutzte diese Chance, sich anschließend ausschließlich auf die Schauspielerei zu konzentrieren. Ab Dezember 1916 trat er in London im Playhouse Theatre, ab März 1917 im Royal Court Theatre und ab Februar 1918 im Ambassadors Theatre auf. Gefördert wurde er von der späteren Filmdiva Gladys Cooper, die zu dieser Zeit als Co-Managerin am Playhouse Theatre wirkte. Sie erkannte die Fähigkeiten des gutaussehenden, aber unerfahrenen jungen Schauspielers und vermittelte ihm verschiedene Engagements. Parallel zu seinen Theaterauftritten erhielt Colman bereits zwischen 1917 und 1919 bei zahlreichen Gelegenheiten erste kleinere Rollen in Kurzfilmen. Unter anderem arbeitete er mit Regisseur Cecil Hepworth zusammen, einem Pionier des britischen Stummfilms. Eine erste größere Rolle spielte er in dem Film The Live Wire (1917), der jedoch nie veröffentlicht wurde, weshalb in Biografien über Ronald Colman oft The Toilers (1919) als sein Spielfilmdebüt aufgeführt wird.

### Karriere in Hollywood
Im Jahr 1920 wanderte Ronald Colman nach Amerika aus. Bei seiner Ankunft auf Ellis Island bestand, nach Angaben seiner Biografen, sein einziges Kapital aus 25 Dollar, seinem guten Aussehen, seinem selbstbewussten Auftreten und seinem perfekten britischen Akzent. Zunächst spielte er kleine Nebenrollen in New York City an verschiedenen Theatern und ging unter anderem mit Robert Warwick in dem Stück The Dauntless Three und mit Fay Bainter in der Komödie East Is West auf Tournee. Eine erste größere Bekanntheit am Broadway erzielte Colman im Januar 1921 in der Rolle des Tempelpriesters in William Archers The Green Goddess. Im gleichen Jahr spielte er neben George Arliss in The Nightcap.
Der Durchbruch gelang ihm im September 1922 an der Seite von Ruth Chatterton und Henry Miller als Alain Sergyll, einer wichtigen Nebenrolle in Lee Shuberts La Tendresse. Bei einer Aufführung saß der Regisseur Henry King im Publikum, der ihn sofort neben Lillian Gish für die Hauptrolle des Films Die weiße Schwester verpflichtete. Der in Italien gedrehte Film wurde am 3. September 1923 in den USA uraufgeführt und erhielt weltweit sehr gute Kritiken. Damit begann Colmans Leinwandkarriere in Hollywood.

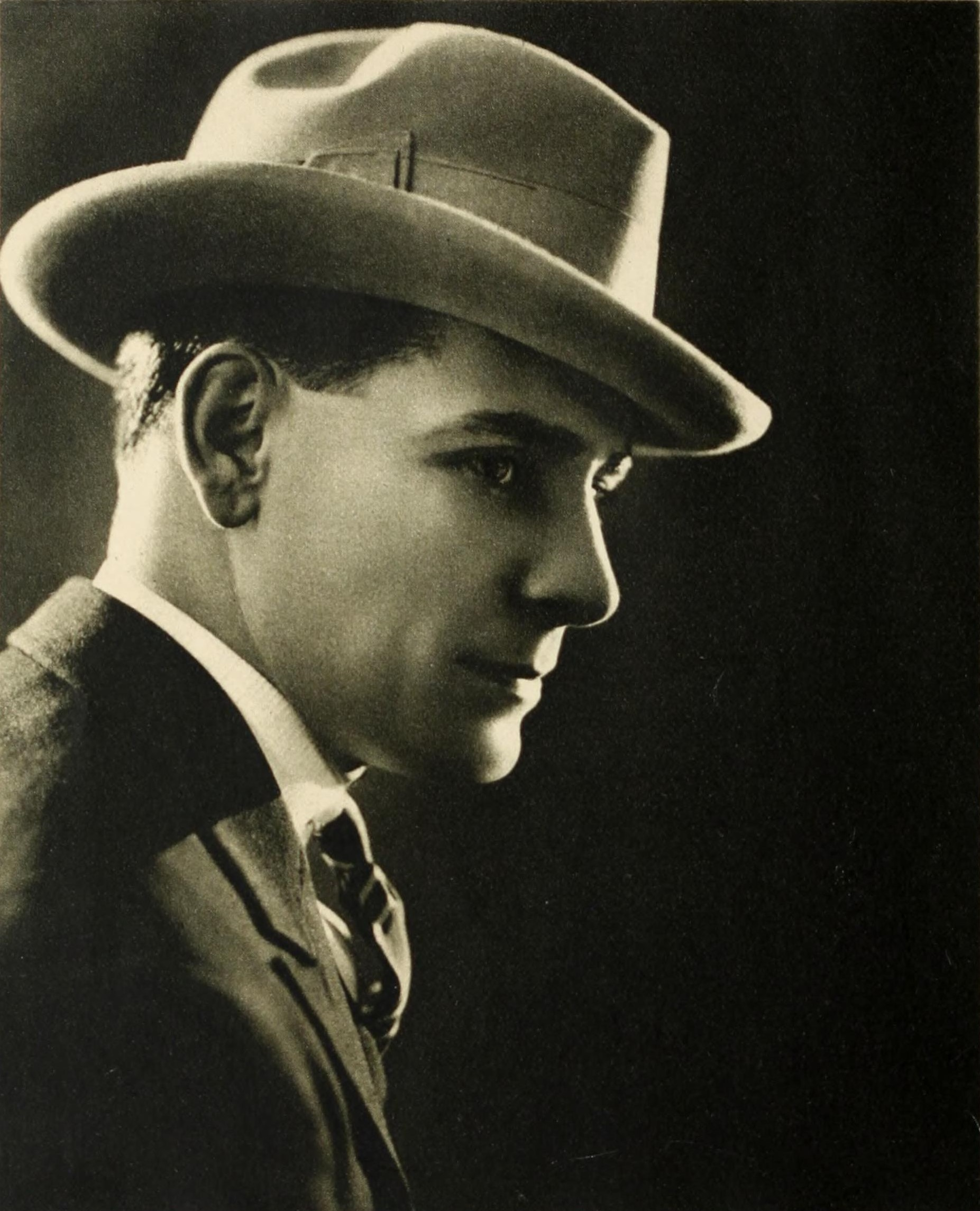
Ronald Colman (1924)

Nach dem immensen Erfolg von Die weiße Schwester nahm ihn Samuel Goldwyn unter Vertrag und baute ihn an der Seite der ungarischen Schauspielerin Vilma Bánky zum Weltstar auf. Im Zuge des Zusammenschlusses der Goldwyn Picture Corporation mit der Metro Pictures Corporation und Louis B. Mayer Pictures erhielt Ronald Colman 1924 einen Studiovertrag, der ihn zehn Jahre an Metro-Goldwyn-Mayer (MGM) band. Bis zur Einführung des Tonfilms etablierte MGM Ronald Colman und Vilma Bánky als eines der beliebtesten Leinwandtraumpaare des Stummfilms. Zu den Klassikern dieser Zeit zählen sowohl Romanzen als auch Abenteuerfilme mit Colman wie Der schwarze Engel (1925), Das Opfer der Stella Dallas (1925), Blutsbrüderschaft (1926) und Entfesselte Elemente (1926).
Mit dem Wechsel zum Tonfilm endeten viele Karrieren von Stummfilmschauspielern. Manche ehemalige Stars hatten eine unangenehme Stimme, lispelten, näselten oder beherrschten die Sprachen der Länder, in denen sie drehten, nicht oder nur schlecht. Andere wiederum konnten sich die Texte nicht merken. So kündigte MGM unter anderem den Vertrag mit Vilma Bánky, da sie im Gegensatz zum bühnenerprobten Ronald Colman mit den Anforderungen des „Sprechfilms“ überfordert war. Ihre Aussprache wurde von einem Kritiker als „seltsamer Mix aus Budapest und Chicago“ bezeichnet. Durch den Tonfilm erlebte Colman hingegen sogar eine Zunahme seiner Popularität. Seine Aussprache beschrieben Kritiker unter anderem als „unverwechselbar“, „natürlich“, „bezaubernd“, „außerordentlich schön“, „poetisch“, „aristokratisch“, „kultiviert“ und „sehr britisch“. In der Encyclopædia Britannica ist dazu vermerkt:
„Sein eleganter Akzent und sein vornehmes Auftreten verliehen den Charakteren, die kultiviert und dennoch heldenhaft waren, einen Ausdruck, was den groben, Action-orientierten Leinwanddarstellungen der in Amerika aufgewachsenen Leading Men gegenüberstand.“
In einer Karriere, die erfolgreich die Bereiche von Bühne, Leinwand, Radio und später Fernsehen überbrückte, spielte Ronald Colman neben Liebes- und Abenteuerfilmen auch in Komödien, Dramen und Fantasyfilmen. Vielen Kritikern zufolge blieb er in seinen Darstellungen, in denen er nicht selten anspruchsvolle, nachdenkliche Charaktere verkörperte, der Inbegriff von Liebenswürdigkeit, Sensibilität, Gelassenheit und völliger Authentizität. Seine ersten beiden Oscarnominierungen als bester Hauptdarsteller erhielt Colman 1930 für seine Leistungen in Flucht von der Teufelsinsel (1929) und Bulldog Drummond (1929), er unterlag jedoch bei der 3. Oscarverleihung seinem früheren Bühnenkollegen George Arliss. Im Verlauf der 1930er-Jahre spielte Colman in Filmerfolgen wie Arrowsmith (1931), Flucht aus Paris (1935) und Frank Capras In den Fesseln von Shangri-La (1937) nach dem utopischen James-Hilton-Roman Der verlorene Horizont. 1942 hatte er Hauptrollen in der Komödie Zeuge der Anklage und in dem Melodram Gefundene Jahre, für das er seine dritte Oscarnominierung erhielt. Im vierten Anlauf gewann er 1948 den Oscar als bester Hauptdarsteller sowie den Golden Globe Award für seine Darstellung in dem Film Ein Doppelleben von George Cukor. In Ein Doppelleben verkörperte Colman einen berühmten Theaterschauspieler, der nicht mehr zwischen Bühne und Realität zu unterscheiden vermag und schließlich, als er Othello spielt, einen Mord begeht.
Colman war der erste Filmstar, der sich 1934 nach dem Auslaufen seines langjährigen Studiovertrags mit MGM entschied, nur noch kurzfristige Vereinbarungen über jeweils eine begrenzte Anzahl von Filmen mit verschiedenen Studios einzugehen. Dieses sogenannte „free-lancing“ erlaubte es ihm, nicht nur höhere Gagen, sondern oftmals sogar Umsatzbeteiligungen an den Einspielergebnissen auszuhandeln. In der Regel waren zusätzliche Mitspracherechte bei der Auswahl der Drehbücher, des Regisseurs und der Co-Stars Bestandteile dieser Vereinbarungen. Beispielsweise erhielt er 1936 für die Hauptrolle in In den Fesseln von Shangri-La von Columbia Pictures eine Gage in Höhe von 162.500 Dollar für rund 100 Drehtage, was der gleichen Kaufkraft von 2.902.909 Dollar im Jahr 2018 entsprach. Dennoch weigerte sich Colman 1942 zunächst strikt, eine Rolle in Zeuge der Anklage anzunehmen, da er nach den Dreharbeiten von In den Fesseln von Shangri-La den cholerischen und rücksichtslosen Columbia-Studioboss Harry Cohn abgrundtief verachtete. Erst die Qualität des Drehbuchs und die vertragliche Zusicherung des Regisseurs George Stevens, unter keinen Umständen direkten Kontakt zu Cohn zu haben, überzeugten ihn schließlich. Für seine 45 Drehtage in Zeuge der Anklage handelte er mit Columbia Pictures auf dieser Basis eine Gage in Höhe von 106.250 Dollar aus.
Seine letzte Hauptrolle auf der Leinwand übernahm Colman 1950 in der Komödie Champagne for Caesar, danach hatte er noch einen Cameo-Auftritt in der Jules-Verne-Verfilmung In 80 Tagen um die Welt (1956) und war Teil eines Starensembles in The Story of Mankind (1957). Seine letzten Lebensjahre widmete er vor allem Radiosendungen und ab 1952 auch Fernsehproduktionen.

### Privatleben
In erster Ehe (1920–1934) war Colman mit der Schauspielerin Thelma Raye (1890–1966) verheiratet. 1938 ehelichte er die britische Schauspielerin Benita Hume (1906–1967), mit der er bis zu seinem Tod zusammenlebte. Aus dieser Ehe stammt sein 1944 geborenes einziges Kind, Juliet Benita Colman. Diese veröffentlichte 1975 eine umfangreiche Biografie über ihren Vater bei William Morrow & Company. Über die Ehe sagte er: „Ein Mann verliebt sich normalerweise in eine Frau, die die Art von Fragen stellt, die er beantworten kann.“
Ronald Colman war bekennender Pazifist, interessierte sich leidenschaftlich für Sport, galt als sehr belesen und besaß eine der umfangreichsten Privatbibliotheken in Hollywood. Als charismatisch-fotogener Künstler wurde Ronald Colman mehrfach zum schönsten Schauspieler Hollywoods gewählt. Er lebte in den letzten Jahren auf der San Ysidro Ranch, die er seit Anfang der 1930er Jahre besaß. Auf dem idyllischen und riesigen Gelände in den Bergen von Montecito betrieb er mit seinem Freund, dem Berkeley-Professor Alvin C. Weingand, unter anderem ein Luxusresort. Zu den berühmten regelmäßigen Gästen zählten im Laufe der Jahre Winston Churchill, John Galsworthy, W. Somerset Maugham, Sinclair Lewis, Audrey Hepburn, Lucille Ball, Bing Crosby und Groucho Marx. Auf der Ranch heirateten 1940 Vivien Leigh und Laurence Olivier; 1953 verbrachten Jacqueline und John F. Kennedy hier ihre Flitterwochen.
Colman starb 1958 an den Folgen einer Lungenerkrankung. Sein Grab befindet sich auf dem Santa Barbara Cemetery. Auf dem Hollywood Walk of Fame gibt es ihm zu Ehren einen Stern für seine Filmarbeit und einen zweiten Stern für seine Fernseharbeit.

## Filmografie
- 1917: The Live Wire (Kurzfilm)
- 1919: The Toilers
- 1919: A Daughter of Eve
- 1919: Sheba
- 1919: Snow in the Desert
- 1920: Anna the Adventuress
- 1920: A Son of David
- 1920: The Black Spider
- 1921: Handcuffs or Kisses
- 1923: Die weiße Schwester (The White Sister)
- 1923: The Eternal City
- 1924: Twenty Dollars a Week
- 1924: Ein Mädchen aus gutem Hause (Tarnish)
- 1924: Ihre romantische Nacht (Her Night of Romance)
- 1924: Die Hochzeit von Florenz (Romola)
- 1925: Ein Dieb im Paradies (A Thief in Paradise)
- 1925: The Sporting Venus
- 1925: Die Versuchung der Liebe (His Supreme Moment)
- 1925: Die Zwillingsschwester (Her Sister from Paris)
- 1925: Der schwarze Engel (The Dark Angel)
- 1925: Das Opfer der Stella Dallas (Stella Dallas)
- 1925: Lady Windermeres Fächer (Lady Windermere’s Fan)
- 1926: Kiki
- 1926: Blutsbrüderschaft (Beau Geste)
- 1926: Entfesselte Elemente (The Winning of Barbara Worth)
- 1927: Die Nacht der Liebe (The Night of Love)
- 1927: König Harlekin (The Magic Flame)
- 1928: Die Verschwörer (Two Lovers)
- 1929: Bulldog Drummond
- 1929: Flucht von der Teufelsinsel (Condemned!)
- 1929: Die Rettung (The Rescue)
- 1930: Raffles
- 1930: The Devil to Pay!
- 1931: The Unholy Garden
- 1931: Arrowsmith
- 1932: Cynara
- 1933: The Masquerader
- 1934: Bulldog Drummond schlägt zurück (Bulldog Drummond Strikes Back)
- 1935: Kampf um Indien (Clive of India)
- 1935: Der Mann, der die Bank von Monte Carlo sprengte (The Man Who Broke the Bank at Monte Carlo)
- 1935: Flucht aus Paris (A Tale of Two Cities)
- 1936: Unter zwei Flaggen (Under Two Flags)
- 1937: In den Fesseln von Shangri-La (Lost Horizon)
- 1937: Der Gefangene von Zenda (The Prisoner of Zenda)
- 1938: Wenn ich König wär (If I Were King)
- 1939: The Light That Failed
- 1940: Glückspilze (Lucky Partners)
- 1941: My Life with Caroline
- 1942: Zeuge der Anklage (The Talk of the Town)
- 1942: Gefundene Jahre (Random Harvest)
- 1944: Kismet
- 1947: The Late George Apley
- 1947: Ein Doppelleben (A Double Life)
- 1950: Champagne for Caesar
- 1952–1954: Four Star Playhouse (Fernsehserie, vier Folgen)
- 1954–1955: The Halls of Ivy (Fernsehserie, 38 Folgen)
- 1956: Studio 57 (Fernsehserie, Folge 3x04)
- 1956: In 80 Tagen um die Welt (Around the World in 80 Days)
- 1956: General Electric Theater (Fernsehserie, Folge 5x13)
- 1957: The Story of Mankind